# Leucon serratus
Leucon serratus är en kräftdjursart som beskrevs av Norman 1879. Leucon serratus ingår i släktet Leucon och familjen Leuconidae. Inga underarter finns listade i Catalogue of Life.